# K.Bevinahalli, Turuvekere
K.Bevinahalli là một làng thuộc tehsil Turuvekere, huyện Tumkur, bang Karnataka, Ấn Độ.